# Buněčná linie Jurkat
Buněčná linie Jurkat představuje imortalizované lidské T lymfocyty se zachovalou schopností interleukinu 2. Tyto buňky se používají při studiu T lymfocytární signalizace, exprese chemokinových receptorů využívaných viry pro vstup do buněk (například HIV), nebo třeba leukémie. Také se na nich testuje citlivost nádorových buněk k léčivům a ozařování. 

## Dějiny
Buněčná linie Jurkat (původně nazývaná JM) byla založena v polovině 70. let. Separovala se z periferní krve chlapce trpícího leukémií. Postupem času vznikly cílenými mutacemi pro posílení, útlum, či úplné vypnutí určitých genů různé subtypy této linie. Jednotlivé varianty jsou uloženy v bankách buněčných kultur. 

## Subtypy
Příklady buněčných podtypů odvozených od původní Jurkat buněčné linie:
- JCaM1.6: Linie s inaktivní kinázou Lck.
- J.RT3-T3.5: Linie neexprimující beta řetězec TCR. (ABsence funkčního TCR ovlivňuje buňky několika způsoby: neexprimují totiž ani povrchový CD3 receptor, ani neprodukují receptorový alfa/beta heterodimer. Právě protože mají dysfunkční TCR komplex jsou vhodné pro studium transfekcí a technologií genového přenosu.
- I 9.2 a I 2.1: Linie s defektní doménou FADD.
- l 19.2: Linie s defektním enzymem kaspáza-8.
- D 1.1: Linie neexprimující molekulu CD4, koreceptor aktivační dráhy pomocných T lymfocytů.
- J.gamma1: Linie neexprimující fosfolipázu PLC-γ1 důležitou pro buněčný metabolismus vápníku a tedy i transkripci.
- J-Lat: Linie obsahující transkripčně latentní proviry HIV značené GFP.

## Kontaminace
Buňky Jurkat J6 je náchylná k produkci xenotropního viru myší leukémie (X-MLV). Tento virus nemůže infikovat lidi, ale může ovlivňovat výsledky prováděných experimentů. Mění vlastnosti infikovaných buněk i dalších virů, které do nich pronikají. Například může změnit virulenci a tropismus dalších virů tím, že některé z genů myšího leukemického viru proniknou a začlení se do genomu daného viru (horizontální přenos genetické informace). 